# Ernst-Joachim Gießmann

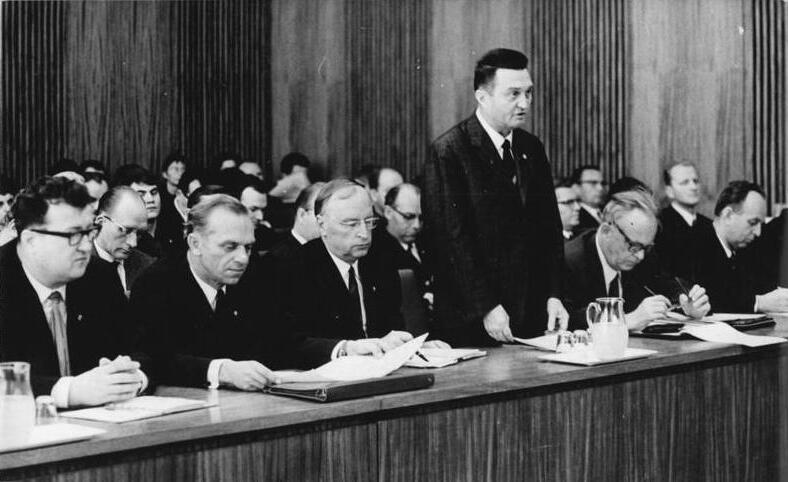
Ernst-Joachim Gießmann (stehend) auf der Sitzung des DDR-Staatsrates am 4. Oktober 1968 unter Leitung des Vorsitzenden Walter Ulbricht: (v. l. n. r.) Hans-Joachim Böhme, Johannes Hörnig, Kurt Hager, Max Steenbeck, Gerhard Schürer

Ernst-Joachim Gießmann (* 12. Februar 1919 in Berlin; † 17. Oktober 2004 in Neuhof) war ein deutscher Physiker und Professor. Er war Rektor der TH Magdeburg sowie anschließend Staatssekretär und Minister für Hoch- und Fachschulwesen der DDR.

## Leben
Gießmann entstammte einer Lehrerfamilie aus Friedrichsthal bei Oranienburg. Er wurde 1933 von Kurt Scharf konfirmiert und wurde später Mitglied der Bekennenden Kirche. Nach dem Besuch der Grundschule in Friedrichsthal, des Reform-Realgymnasiums in Oranienburg und dem Abitur beantragte er am 27. Juli 1937 die Aufnahme in die NSDAP und wurde rückwirkend zum 1. Mai desselben Jahres aufgenommen (Mitgliedsnummer 4.509.402).
Das Studium der Mathematik und Physik an der Technischen Hochschule Berlin-Charlottenburg und der Universität zu Berlin schloss er 1943 als Diplom-Physiker ab. Einer seiner Lehrer war der Nobelpreisträger Werner Heisenberg. 1943 wurde er zum Militärdienst herangezogen, blieb aber von 1943 bis 1945 Mitarbeiter am Institut für Technische Physik der Technischen Hochschule Berlin-Charlottenburg.
Nach 1945 arbeitete Gießmann im Auftrag seiner Partei, der KPD, als Neulehrer und Schuldirektor am ehemaligen Reform-Realgymnasium in Oranienburg und in Frankfurt (Oder). 1945 wurde er Mitglied des FDGB und des Kulturbundes, 1946 der SED. Er wurde zum Dr. rer. nat. promoviert und war von 1946 bis 1948 Stadtverordneter in Oranienburg. Von 1948 bis 1951 war er als Leiter der Abteilung Wissenschaft in der Landesregierung Brandenburg in Potsdam und danach als Leiter der metallurgischen Forschung im Ministerium für Schwermaschinenbau der DDR in Berlin tätig.
Von 1951 bis 1953 war er Oberassistent an der Pädagogischen Hochschule „Karl Liebknecht“ in Potsdam. Nach seiner Habilitation 1954 mit der Arbeit Festigkeitsverhalten von Stahl bei hohen Deformationsgeschwindigkeiten wurde er als ordentlicher Professor und Direktor des Physikalischen Instituts an die 1953 gegründete Hochschule für Schwermaschinenbau Magdeburg, seit 1961 Technische Hochschule Otto-von-Guericke Magdeburg berufen. Von 1956 bis 1962 war er dort Rektor in der Nachfolge des Gründungsrektors Heinz Schrader. Gleichzeitig war er Mitglied der SED-Bezirksleitung Magdeburg. Sein Nachfolger im Rektorenamt wurde Friedrich Kurth.
Von 1954 bis 1957 wirkte er als Mitglied der Gesellschaft zur Verbreitung wissenschaftlicher Kenntnisse Urania und von 1954 bis 1990 in der Physikalischen Gesellschaft, seit 1984 als stellvertretender Vorsitzender. Außerdem war er von 1957 bis 1965 Mitglied der Sektion Physik der Deutschen Akademie der Wissenschaften zu Berlin und von 1958 bis 1963 als Mitglied der Fraktion des Kulturbundes Abgeordneter der Volkskammer. Seit 1958 war er Vizepräsident, später Vorsitzender der Zentralen Kommission Wissenschaft des Kulturbundes und bis 1989 Vorsitzender des Clubs der Kulturschaffenden.
Von Juli 1962 bis Juli 1967 amtierte Gießmann als Staatssekretär für Hoch- und Fachschulwesen und anschließend bis September 1970 im neu gebildeten Ministerium für das Hoch- und Fachschulwesen der DDR als Minister. In dieser Eigenschaft hat er auch die Dritte Hochschulreform der DDR von 1968 durchgeführt, die parallel von einer Reform der Deutschen Akademie der Wissenschaften (DAW) unter dem Präsidenten Hermann Klare begleitet war. Danach war Gießmann bis zu seiner Emeritierung 1984 Professor für Physik an der Ingenieurhochschule Berlin-Wartenberg.
Förderer der Naturwissenschaften
Gießmann als zuständiger Staatssekretär für das Hoch- und Fachschulwesen der DDR war zugegen, als  1965 Kurt Mothes Lehrstuhlinhaber für Biochemie der Pflanzen und Direktor der botanischen Anstalten der Martin-Luther-Universität Halle-Wittenberg und des Instituts für Biochemie der Pflanzen der damaligen Deutschen Akademie der Wissenschaften zu Berlin sowie Präsident der Deutschen Akademie der Naturforscher  Leopoldina mit dem Ehrentitel „Hervorragender Wissenschaftler des Volkes“ von Ulbricht ausgezeichnet wurde. Vier Jahre später sprach Gießmann auf der Jahresversammlung der „Leopoldina“, die seit 1878 ihren Sitz in Halle (Saale) hat, vor deutschen und internationalen Wissenschaftlern aus West- und Osteuropa Begrüßungsworte seitens der DDR-Regierung als Minister für das Hoch- und Fachschulwesen. Nach Gießmanns Ausscheiden aus dem Ministeramt „im Interesse seines Gesundheitszustandes“ und der Wiederaufnahme seiner Tätigkeit als Physikprofessor nahm sein Nachfolger, Hans-Joachim Böhme, am Eröffnungstag an Jahresversammlungen der „Deutschen Akademie der Naturforscher Leopoldina“ mehrmals teil, und das Ministerium setzte die Unterstützung  für die Leopoldina fort.  Die „Leopoldina“ sei eine der „ganz wenigen Klammern“ zwischen Ost und West gewesen, hieß es in einer Bewertung nach der Wiedervereinigung.

## Auszeichnungen und Ehrungen
- 1959: Vaterländischer Verdienstorden in Silber
- 1969: Orden Banner der Arbeit
- 1975: Humboldt-Medaille in Gold
- 1989: Gustav-Hertz-Medaille
- 1983: Ehrendoktorwürde der Technischen Hochschule Otto-von-Guericke Magdeburg[15]  für den Aufbau von Strukturen, Forschungsfeldern und seine ingenieurwissenschaftlichen und wissenschaftshistorischen Arbeiten, insbesondere für seine geschichtlichen Beiträge über Lazare Carnot.
- 1989: Ehrenpromotion eines doctor agriculturarum honoris causa für die besondere Leistung in der Agrophysik, verliehen von der Akademie der Landwirtschaftswissenschaften (AdL).

## Schriften
- Wie sich Geschosse bewegen. Kleine Einführung in die Ballistik, Leipzig 1955.
- Über Wissenschaft und technische Revolution beim umfassenden Aufbau des Sozialismus in der DDR, Berlin 1966.
- Physikalisch-technische Methoden und ihre Anwendung in Landwirtschaft und Technik, Berlin 1984.